# ヒメアリアケカズラ

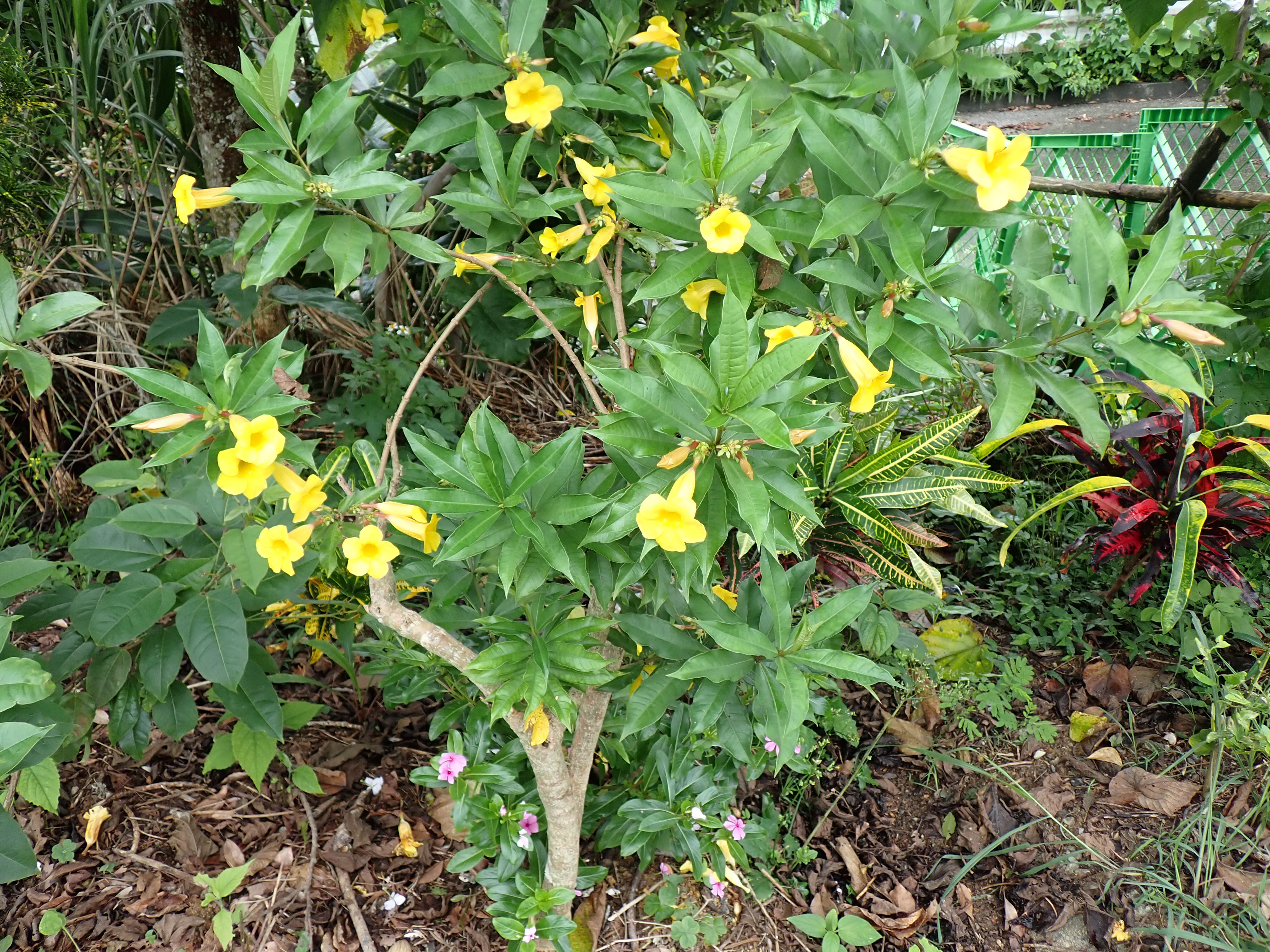
ヒメアリアケカズラ（沖縄県名護市 植栽）

ヒメアリアケカズラ（姫有明葛、学名：Allamanda schottii）はキョウチクトウ科アリアケカズラ属の半つる性常緑低木。つる性にならないとする文献もある。

## 特徴
高さ1 m前後。葉は長さ5–10 cmくらいの長楕円形、ほぼ無毛、アリアケカズラよりやや薄く、葉表の光沢は弱い。葉は2–5枚が輪生する。花は枝の先に数個まとまって咲き、直径4 cmくらいの濃黄色の細長い漏斗状で先が5裂し、花筒がやや上向きに曲がる。蕾および花筒の外側はやや茶色を帯びる。蒴果は表面に刺が多く、中に平たい種子が数個ある。

## 分布と利用
ブラジル原産で、沖縄県内では庭園や公園樹として利用されるが、アリアケカズラと比べて栽培はまだ少ない。花期は春～秋又はほぼ周年。乾燥に強く、耐潮性を有し、過湿にもやや強い。日当たりと水はけの良い土地で良好に生育。種子もよく結実するが、挿し木で繁殖したほうが開花が早い。小鉢でも花つきが多く、鉢植えにも適する。移植は容易で大株でも植え傷みは少ない。大株になると枝が伸びて花つきが悪くなるので、時々刈り込みを行って新しい枝を出させると良い。